# Ишгюзар, Хильми
Хильми Ишгюзар (тур. Hilmi İşgüzar, 1929, Йозгат — 2 июня 2019) — турецкий политик.

## Биография
Родился в семье Мехмета Ишгюзара и его жены Хаввы в 1929 году. Хильми Ишгюзар окончил Анкарский университет. Также он получил степень магистра в лицее лесного и водного хозяйства при университете Нанси во Франции.
До начала политической карьеры работал юристом.

### Политическая карьера
Ишгюзар вступил в национальную партию, возглавляемую Османом Бёлюкбаши, в 1965 году он был избран в парламент. В 1977 году был повторно избран в парламент, на этот раз от партии справедливости.
В декабре 1977 года Ишгюзар вышел из партии справедливости чтобы войти в состав коалиционного правительства Эджевита, в котором он 5 января 1978 года занял пост министра социальной защиты. Во время нахождения на этом посту Ишгюзар был обвинён в коррупции, также ему был вынесен вотум недоверия парламентом, в связи с этим он был вынужден 7 июня 1979 года уйти в отставку.
После переворота 1980 года Ишгюзар был обвинён в мошенничестве и злоупотреблении полномочиями в период нахождения на посту министра, и отдан был отдан под суд. Дело Ишгюзара рассматривал Конституционный суд. Рассмотрение дела длилось с 26 марта 1981 года по 12 апреля 1982 года. 13 апреля 1982 года Хильми Ишгюзар был признан виновным и приговорён к 9 годам и восьми месяцам тюремного заключения, штрафу в размере 5 251 600 турецких лир, также ему было запрещено занимать государственные должности. Тюремный срок Ишгюзар отбывал в тюрьме Бурдура, освобождён в 1985 году.
Умер 2 июня 2019 года.

### Личная жизнь
Состоял в браке. Когда Ишгюзар был отдан под суд, жену парализовало. У супругов было двое детей, сын и дочь. Сын Хильми Ишгюзара, Хасан Ишгюзар, преподавал на юридическом факультете Анкарского университета.